# Тбилисский педагогический университет имени С. С. Орбелиани
Тбилисский государственный педагогический университет имени С. С. Орбелиани (груз. თბილისის სულხან-საბა ორბელიანის პედაგოგიური ინსტიტუტი) — высшее учебное заведение СССР и Грузии.

## История
В 1935 году создан двухгодичный Тбилисский учительский институт. В 1946 году институт преобразован в Тбилисский педагогический институт им. А. С. Пушкина.
В 1953 году для института было построено здание на проспекте Чавчавадзе (архитектор В. Коркашвили).
В 1985 году награждён орденом Дружбы народов.
В 1990-е годы преобразован в университет и назван в честь Сулхан-Саба Орбелиани.
К 2000 году функционировали 8 факультетов:
Филологический
Славистики
Начальной и дошкольной педагогики
Эстетического воспитания
Истории
Естествознания
Физико математический
Общетехнических дисциплин
В 2006 году был объединён с несколькими вузами в Государственный университет Ильи.
Готовил преподавателей школ (в том числе армянских и азербайджанских), воспитателей, библиотекарей. Существовали вечерняя и заочная формы обучения, а также аспирантура.
В университете преподавали такие известные учёные как Н.Ш. Васадзе, В.Ш. Цомая, Д.С. Джибладзе, Т.С. Гивишвили, В.А. Балабанов, Л. Квачадзе, Р. Мачхошвили, С. Вардосанидзе